# Macrotona genicularis
Macrotona genicularis är en insektsart som först beskrevs av Sjöstedt 1921.  Macrotona genicularis ingår i släktet Macrotona och familjen gräshoppor. Inga underarter finns listade i Catalogue of Life.